# Brunellia trianae
Brunellia trianae är en tvåhjärtbladig växtart som beskrevs av José Cuatrecasas. Brunellia trianae ingår i släktet Brunellia och familjen Brunelliaceae. Inga underarter finns listade i Catalogue of Life.